# 大纽子花
大纽子花（学名：Euphorbia indecora）为夹竹桃科大戟属的植物，为中国的特有植物。分布于中国大陆的四川、云南、广西、贵州等地，生长于海拔500米至2,125米的地区，见于山地密林沟谷中，目前尚未由人工引种栽培。